# Bloons Tower Defense
Bloons Tower Defense (También conocido como Bloons TD) es una saga de videojuegos de defensa de torres sobre la saga de Bloons creada y producida por Ninja Kiwi. El juego fue inicialmente desarrollado como un juego de navegador, hecho en Adobe Flash y lanzado en 2007. Juegos posteriores en la saga se expandieron para soportar varias plataformas, como Android, iOS, Windows Phone, Windows 10 y MacOS
En el juego, los jugadores intentan prevenir que globos (refiriéndose a ellos como "Bloons" dentro del juego) lleguen al final del camino por poner torres (o monos) u objetos a lo largo de que puedan reventar los bloons de diferentes maneras. Algunas torres pueden parar a los bloons y darles más tiempo a las otras defensas para reventarlos ya sea congelándolos, pegándolos o empujándolos. El dinero se gana reventando bloons, completar rondas o recogiendo bananas, el cual se puede gastar en torres nuevas, mejoras para estas ya colocadas, u objetos temporales como piñas o clavos.

## Funcionalidad
El objetivo principal de Bloons TD es de evitar globos, conocidos dentro del juego como "Bloons", de llegar al final del camino definido en un mapa que consiste de una o más entradas y salidas para los bloons. El juego es de defensa de torres, y por lo tanto, el jugador puede elegir varios tipos de torres o trampas a su disposición para poner en el camino, ganando un dólar en juego por cada capa del bloon reventado. Si un bloon llega al final del camino, el jugador pierde vidas; una vez que se acaben, el juego termina. El bloon siempre seguirá la dirección del camino puesta en el mapa hasta que alguno llegue a la(s) salida(s), sean reventados o movidos hacia otro lado con habilidades de las torres.
Hay dos clases de bloons en el juego: Regular (No mencionado en el juego) y la clase MOAB. Los bloons regulares consisten de: rojos, azules, verdes, amarillos, rosados, púrpuras, blancos, negros, emplomados, zebras, arcoíris y cerámicos. Los bloons clase MOAB tienen forma de dirigible y consisten de: M.O.A.B (Massive Ornary Air Blimp, en inglés), B.F.B (Brutal Floating Behemoth, en inglés), D.D.T (Dark Dirigible Titan, en inglés), Z.O.M.G (Zeppelin Of Mighty Gargantuaness, en inglés), y el B.A.D (Big Airship of Doom, en inglés). Variantes más fuertes de muchos tipos de bloons contienen un número específico de bloons más débiles al reventarlos. En versiones posteriores del juego, los bloons regulares poseerán algunas veces características especiales como camuflaje (que muchas torres no pueden detectar sin necesidad de torres o mejoras externas e internas respectivamente), regeneración (la habilidad para que los bloons vuelvan a su estado original si no son atacados por varios segundos), y fortificación (que dobla la salud de los bloons más fuertes), que resisten ciertos tipos de torres. Al pasar las rondas, la intensidad de las hordas de bloons proporcionalmente aumenta.
Las torres son la mayor utilidad defensiva en la saga Bloons TD. Cada torre tiene su propio propósito, poder y uso, con algunas siendo poderosas ante ciertos tipos de bloons pero incapaces de apuntarles o de hacerles daño a otros. Cada torre posee mejoras para incrementar su poder y sus capacidades con gastar el dinero en juego, el cual es ganado al reventar bloons y después que la ronda haya terminado. Desde Bloons TD 4 en adelante, se pueden usar bananales que producen dinero extra durante la ronda (en Bloons TD 4 es al final de la ronda, ya que esta torre cambió de mecánica en juegos posteriores, siendo que ahora tienes que recoger bananas).
La dureza de los bloons se clasifica en RBE (Red Bloon Equivalent en inglés, equivalente de Bloons Rojos en español), el cual quiere decir cuántos bloons rojos contienen los bloons; por ejemplo, un M.O.A.B contiene (en Bloons TD 6) 616 de RBE (es decir, cuatro bloons cerámicos dentro). Este valor aumenta constantemente al pasar las rondas, siendo que el juego se hace más difícil mientras uno juega.
En juegos posteriores, habría más niveles de dificultad y modos de juego; por ejemplo, en Bloons TD 5, hay cuatro niveles de dificultad y cuatro modos de juego, mientras más alta sea la dificultad, las torres tendrán un costo más alto de lo normal y menos vidas. En Bloons Monkey City, los modos de juego se cambian por misiones especiales pero contiene seis niveles de dificultad. (Y en la versión de navegador, una opción para hacer más difícil el juego, llamado "Hardcore Mode"). También los mapas se clasifican por dificultad (Principiante, Intermedio, Avanzado y Experto en Bloons TD 6 por ejemplo); en general, hay más tipos de mapas en los juegos más nuevos.

## Numerosos juegos
Actualmente hay seis juegos en la saga Bloons TD aparte de add-ons y spin-offs como Bloons TD 4 Expansion y Bloons Monkey City, el lanzamiento más reciente de la saga es Bloons TD 6, lanzado el 15 de junio de 2018. La saga pasó de llamarse Bloons Tower Defense a Bloons TD en 2009 debido a una infracción a la marca Tower Defense, propiedad de Com2uS.

### Bloons Tower Defense
Bloons Tower Defense es el primer juego de la saga, lanzado como un juego de navegador en flash a mediados del 2007. Su predecesor, Bloons fue idea de la esposa del desarrollador Stephen Harris que sugirió que se hiciera un juego similar al juego de carnaval donde la gente tira dardos a los globos, este fue lanzado en abril del 2007, unos meses después llegaría la saga Bloons TD. En el juego, los jugadores tienen que defenderse de bloons coloridos usando monos o estructuras, que poseen mejoras para aumentar su poder. (A diferencia de los juegos actuales, sólo hay una mejora por cada camino de mejora, siendo izquierda y derecha respectivamente). Cuando los bloons fuertes son reventados, estos dejarán bloons más débiles hasta que se hayan reventado por completo. Se obtiene dinero al reventar bloons y al finalizar la ronda (cantidad que se irá restando uno cada ronda). Si las vidas se acaban, el juego termina. Si todas las rondas son terminadas, el jugador gana. Originalmente solo había 5 torres, un mapa, una dificultad y 50 rondas. Con el paso de los juegos, se irían expandiendo estas opciones.
Lista de torres en el juego:
- Mono Dardero (primera aparición)
- Tiratachuelas (primera aparición)
- Mono Gélido (primera aparición)
- Tirabombas (primera aparición)
- Supermono (primera aparición)

### Bloons Tower Defense 2
Bloons Tower Defense 2 fue lanzado a finales del 2007, añadiendo nuevas torres, nuevos tipos de bloons y la opción para seleccionar la dificultad del juego en 3 dificultades con su respectivo mapa. A partir de este juego, se introducen los objetos del camino, siendo el pegamento mono y los clavos en la calzada. También se incluye la adición de los bloons emplomados, los cuales no se pueden reventar con proyectiles punzantes, sólo el tirabombas puede reventarlo en este juego. (Esta adición se realizó debido a que en el juego anterior, se podía ganar sólo con monos darderos sin ningún problema).
Lista de torres en el juego:
- Mono Dardero
- Tiratachuelas
- Mono Gélido (renombrado a Ice Ball en inglés o Bola de Hielo en español en este juego)
- Tirabombas
- Clavos en la calzada (primera aparición)
- Pegamento moneril (primera aparición)
- Mono Bumeranero (primera aparición)
- Supermono

### Bloons TD 3
Bloons TD 3 fue lanzado alrededor del 5 de septiembre de 2008, meses después del lanzamiento de Bloons Tower Defense 2, con un nombre diferente a su anterior entrega debido a una disputa de marcas con Com2uS.
A diferencia del juego anterior, este posee más contenido; como mapas, torres y bloons. Ahora se pueden elegir los mapas y la dificultad por separado, hay en total 8 mapas que se pueden jugar tanto en fácil, normal y difícil. Se pueden comprar 2 mejoras en ambos caminos de mejora (anteriormente se podía una mejora), se agrega la primera torre de soporte siendo el Faro moneril (Monkey Beacon en inglés) que en los siguientes juegos sería reemplazado por la Monoaldea. Los bloons cerámicos y clase MOAB hacen su primera aparición siendo los más duros de su respectivo juego. Este es el primer juego donde al terminar de jugar en un modo, se puede elegir continuar en modo libre.
Una versión basada en este juego salió en iOS bajo el nombre de Bloons TD; disponible el 3 de octubre de 2009 en la App Store de iOS. Esta versión tenía mapas nuevos con temas de playa y nieve, incluyendo logros de Openfeint.
El juego incluye 5 paquetes de mapas, conteniendo un total de 15 mapas para jugar, con paquetes desbloqueados al completar los niveles anteriores. Esta versión también fue lanzada para la PlayStation Portable en 2010. Otra versión del juego simplemente titulada Bloons TD  fue lanzada en DSiWare en 2011, conteniendo 50 rondas para completar.
Lista de torres en el juego:
- Mono Dardero
- Tiratachuelas
- Mono Bumeranero
- Clavopulta (primera y última aparición como torre en separado)
- Tirabombas
- Mono Gélido (renombrado a Ice Ball en inglés o Bola de Hielo en español en este juego)
- Faro moneril (primera aparición)
- Supermono
- Clavos en la calzada
- Pegamento moneril
- Piña explosiva (primera aparición)
- Tormenta de Monos (primera y última aparición)
  - Apareciendo como TOP SECRET (ULTRA SECRETO en español), se desbloquea colocando un Supermono y un Faro moneril con la mejora de Baliza de Tormenta de Monos (Upgrade to Monkey Storm Beacon, en inglés), cuesta 850$.

### Bloons TD 4
Bloons TD 4 fue lanzado el 26 de octubre de 2009 como un juego freemium online con una versión para iOS lanzada el 7 de diciembre de 2010, desarrollada en conjunto con Digital Goldfish. La jugabilidad experimenta cambios junto con mejoras gráficas, la habilidad de guardar la partida, la introducción del sistema de niveles (el cual te permite desbloquear torres), y más mejoras para las torres siendo 3 mejoras en un mismo camino de mejoras. (Anteriormente 2 mejoras en 2 caminos de mejoras).
Este es el primer juego en incluir microtransacciones para desbloquear contenido, como mapas, mejoras extras y una opción para desbloquear todo el juego. Se agregan el modo Apocalipsis y Entorno de Pruebas. En total, hay 16 mapas nuevos (9 gratis y 7 premium), y la adición de los desafíos; siendo 4 desafíos en total.
La característica del camuflaje es añadida en este juego, donde pueden ser reventados si algún proyectil llega a dispararles con o sin necesidad de detectar camuflaje. (en los siguientes juegos esto no pasa y se necesitan mejoras para camuflaje sin importar que sean disparados). Y se agrega un nuevo bloon de clase MOAB; el B.F.B, que suelta 4 M.O.A.B's al ser reventados.
Las versiones de iPhone y iPad han sido compradas más de un millón de veces. También se lanzaron versiones para Amazon y DSiWare en 2012.
Lista de torres en el juego:
- Mono Dardero
- Tiratachuelas
- Mono Bumeranero
- Tirabombas
- Mono Gélido
- Mono Mortero (primera aparición)
- Artillero Pegajoso (primera aparición)
- Faro moneril (última aparición antes de ser reemplazado por la Monoaldea)
- Mono As (primera aparición)
- Mono Bucanero (primera aparición)
- Mono Mago (primera aparición)
- Supermono
- Bananal (primera aparición)
- Clavos en la calzada
- Pegamento moneril (última aparición)
- Piña explosiva
- Arma Lanzadardos (primera aparición)
- Fábrica de Clavos (primera aparición)

#### Bloons TD 4 Expansion
Bloons TD 4 Expansion es un paquete de expansión para añadir a la experiencia de Bloons TD 4, el juego es casi idéntico a su versión original aunque contiene agregados extras como 4 mapas nuevos, el modo Deflación, y especialidades de costo de torres, que permite que ciertas torres cuesten 20% menos de su coste original, pero que todas las demás cuesten un 10% más.
Se agrega un secreto en el mapa Templo Mono (Monkey Temple, en inglés), donde si tienes como mínimo 40 torres y 30000$, se te preguntará si quieres activar el Templo Solar, este sacrificará todos tus monos con dicho coste y que si rechazas la oferta, no se te preguntará de nuevo. Al aceptar, se escucharán rayos y los ojos del Templo Solar brillarán. Dispara 3 veces más rápido que un Avatar Solar (Supermono) y puede destruir un B.F.B por sí sólo. Es la "torre" más poderosa de este juego.

### Bloons TD 5
El juego original (Flash y freemium) de Bloons TD 5 fue lanzado el 13 de diciembre de 2011. La versión de iOS se lanzaría en todo el mundo para iPhones y iPods el 15 de noviembre de 2012, con una mejora gráfica y nuevos mapas y torres. El 19 de noviembre de 2014 fue lanzado para Steam.
En este juego se agrega la característica de la regeneración y el bloon clase MOAB; el Z.O.M.G, el cual contiene cuatro B.F.S's, los cuales entre todos ellos contienen 16 M.O.A.B's y así sucesivamente. El modo libre posee rondas infinitas, los cuales contienen de M.O.A.B's a Z.O.M.G's. Y posee un modo especial de jefes, los cuales son: Dreadbloon y Blastapopoulos
Se agregan el Dinero Mono (renombrado a Mónares en Bloons TD 6), los cuales se pueden gastar tanto en Agentes especiales, Edificios de Especialista, continuaciones, inyecciones de dinero y más vidas. Los Agentes especiales se pueden poner en el mapa pero no se pueden mejorar, al usar determinada cantidad de veces un Agente, se desbloquea su versión pro, la cual añade más poder al Agente. Los Edificios de Especialista añaden mejoras extras al mono de la estructura pero aumenta un 5% el coste de otro mono.
Los desafíos hacen una aparición mayor en el juego, con un total de 9 desafíos especiales (13 en Bloons TD 5 Deluxe y 10 en Steam, Android, y iOS) y desafíos diarios que se realizaron desde enero de 2012 hasta junio de 2018 en la versión flash. En las versiones de Steam, Android y iOS, el sistema funciona de diferente manera; cada día se obtiene un mapa aleatorio y torres aleatorias para usar en 4 dificultades (fácil, intermedio, difícil y imposibloon) que al completar 7 desafíos diarios, obtienes 500 de dinero mono en fácil, 1000 en intermedio, 2000 en difícil, y 3000 en imposibloon. El jugador tiene la opción de cambiar de desafío una vez al día por 150 de dinero mono, después de completar el desafío, se puede volver a jugar pero obtienes el 40% de la recompensa original.
Al igual que en el juego anterior, se pueden comprar mejoras premium, estás pagándose con NK Coins (Flash), o Dinero Mono (Deluxe, Steam, Android y iOS). Para las versiones de Steam, Android, y iOS, se agregaron los Tokens; que al gastarlos en el Laboratorio Mono, agregan mejoras al juego y se obtienen al pasar mapas en las dificultades principales.
Este es el primer juego en contar con un modo cooperativo, implementado el 26 de marzo de 2013. Donde al ser de nivel 10, se puede acceder a partidas públicas o partidas privadas; claro, de 2 jugadores sólo. Hay 32 mapas exclusivos de este modo (35 en dispositivos móviles y Steam), donde está dividido el mapa para ambos jugadores, así se pueden poner las torres en su respectivo sitio. La generación del dinero en este modo cambia haciendo que se reciba la mitad del dinero a ambos jugadores, haciendo más "justo" y no tan "fácil" el modo. No obstante se puede pedir y dar dinero para el otro jugador (y en la versión Flash, poder hablar con tu compañero en chat), se puede donar en incrementos de 0.5$ cuando ellos quieran, hasta 500$ (Si un jugador acumula más de 5000$, se donará esa cantidad en lugar de 500$)
El modo Odisea se agregó el 26 de marzo de 2015, consiste que los desarrolladores de Ninja Kiwi eligen cada semana un grupo de mapas para jugar. Al principio podrás elegir la dificultad, elegir las dificultades más altas proporcionarán mayores recompensas. El jugador tendrá que pasarse los mapas con un número determinado de vidas para completar el desafío. Si el jugador pierde todas las vidas, tendrá que iniciar el modo Odisea desde el principio a menos que se compre una continuación, estas cuestan 500 de Dinero Mono.
El modo Maestría se agregó el 23 de octubre de 2015, el cual proporciona las mismas medallas que obtienes al jugar normalmente, la diferencia es que en vez de monos, salen estrellas en las medallas. El dinero mono y los tokens ganados en este modo, se doblan. En este modo, todos los bloons exceptuando Z.O.M.G's aparecen potenciados una capa, pero el dinero que ganas por ello está reducido a la mitad, haciendo el uso de Bananales importante.
Bloons TD 5 Deluxe fue lanzado el 15 de agosto de 2012, fue una expansión de Bloons TD 5 que agregó por primera vez al Mono Ingeniero y al Revientabloons, y metió agentes exclusivos como el Escupidor de Sandías (Watermelon Spitter, en inglés), el Bananero (Monkey Farmer, en inglés), y el Hombre de Nieve Enojado (Mad Snowman, en inglés) mientras que el juego original actualmente tiene 66 mapas, en Bloons TD 5 Deluxe había 39 mapas (algunos reciclados de Bloons TD 4). Y también se agregaron 4 misiones exclusivas. Esta versión fue descontinuada y reemplazada por Bloons TD 5 Steam, en noviembre del 2014. Su última versión fue la 1.0.7 lanzada el 16 de diciembre de 2013.
Las versiones de Steam y dispositivos móviles están disponibles en 14 idiomas: Español, Inglés, Francés, Italiano, Alemán, Danés, Finés, Japonés, Coreano, Noruego, Portugués de Brasil, Ruso, Sueco y Turco
Lista de torres en el juego:
- Mono Dardero
- Tiratachuelas
- Mono Francotirador (primera aparición)
- Mono Bumeranero
- Mono Ninja (primera aparición)
- Tirabombas
- Mono Gélido
- Artillero Pegajoso
- Mono Bucanero
- Mono As
- Supermono
- Mono Mago
- Monoaldea (primera aparición, reemplazo del Faro Moneril)
- Bananal
- Mono Mortero
- Arma Lanzadardos
- Fábrica de Clavos
- Helipuerto (primera aparición en Bloons TD 5 Mobile)
- Mono Ingeniero (primera aparición en Bloons TD 5 Deluxe)
- Revientabloons (primera aparición en Bloons TD 5 Deluxe y última aparición)
- Submonino (primera aparición en Bloons TD 5 Mobile)
- Clavos en la calzada (última aparición)
- Piña explosiva (última aparición)

Lista de Agentes Especiales:
- Platanero (renombrado a Bananero en Bloons TD 6)
- Radodáctilo
- Tortuga Tribal
- Dispositivo Balonazo
- Suricata Espía
- Arbusto Espinoso
- Apicultor
- Ardilla Furiosa
- Tormenta de Supermonos
- Lago Portátil
- Puente Flotante
- Escupidor de Sandías y Hombre de Nieve Enojado (exclusivos de Bloons TD 5 Deluxe)
  - Al colocar 50 veces estos Agentes (exceptuando el Radodáctilo y el Apicultor que requieren 40 y el Dispositivo Balonazo que requiere 20) se desbloquea la versión "pro" de estos. Haciéndolos más poderosos y brindándoles habilidades exclusivas.

### Bloons TD 6
Bloons TD 6 es el juego más reciente de la saga (sin contar spin-offs) de Bloons TD. Después de ser anunciado el 28 de marzo de 2017 en PRLog, fue lanzado para Android y iOS el 14 de junio de 2018. La versión de Steam llegaría el 17 de diciembre del mismo año. A diferencia de los demás juegos de la saga, Bloons TD 6 no posee una contraparte online en la página web de Ninja Kiwi.
Junto con gráficos en 3D, se añaden nuevas funciones y se eliminan funciones del juego anterior. Como los Agentes especiales (excepto el Bananero, el Lago portátil, el Puente flotante, y la Tormenta de supermonos renombrado a Pontón. La Suricata espía fue cambiada por la Camutrampa), el Revientabloons, los Clavos en la calzada (no obstante hay un poder que permite utilizar clavos pero en este caso, son ardientes), la Piña explosiva (aún sigue en el juego como mejora del Mono As)
Con actualmente 25 torres disponibles, cada una ofrece 15 mejoras que están divididas en tres caminos con cinco mejoras donde los jugadores pueden elegir dos caminos a la vez; uno hasta grado 5 y otro hasta grado 2. Si se eligen dos caminos de mejoras, el tercero quedará bloqueado. Además que sólo podrás usar una mejora de grado 5 por camino. Si uno intenta conseguir dos veces la mejora de grado 5 de un mismo camino, sólo estará disponible hasta la grado 4. (Una excepción a la regla es tener el conocimiento moneril conocido como "Ballestas maestras" activado, el cual permite tener dos Amos ballesteros en una misma partida)
Ahora las torres se dividen en 4 clases: Primarios, Militares, Mágicos y Refuerzo y el sistema de puntos de experiencia fue cambiado. Los jugadores pueden guardar los puntos para desbloquear las mejoras de cualquier camino con su respectivo orden, pero los puntos de experiencia suben a medida que vayas desbloqueando mejoras. Cada torre posee su propio set de experiencia, así que se tienen que usar todas las torres para desbloquear todas sus respectivas mejoras.
Actualmente hay 76 mapas en el juego; 23 mapas principiantes, 23 mapas intermedios, 18 mapas avanzados, y 12 mapas expertos. La recompensa varía de la dificultad del mapa y el modo que juegues. Con la introducción de los obstáculos, ahora las torres poseen campo de visión, el cual será bloqueado dependiendo de la posición en la que estén. 
En este juego, los modos fácil, normal y difícil poseen submodos que complementan la dificultad y rejugabilidad.
Fácil:
- Estándar: En fácil, los monos cuestan menos de lo normal, los bloons se mueven un poco más lento y tienes 200 vidas.
- Solo primario: Solo monos de la clase primario se pueden usar (requiere completar el modo Estándar).
- Deflación: Comienzas en la ronda 31 con 20000 de dinero (20200 con el conocimiento moneril conocido como "Más dinero"), pero no puedes ganar más. (requiere completar los modos Estándar y Solo primario)

Intermedio:
- Estándar: En intermedio, los monos cuestan lo normal, los bloons se mueven de modo normal y tienes 150 vidas.
- Solo militar: Solo monos de la clase militar se pueden usar (requiere completar el modo Estándar).
- Apopalipsis: Enfrentas oleadas de bloons en aumento constante, sin descanso al final de cada ronda. (requiere completar los modos Estándar y Solo militar)
- Reversa: Los bloons entran y salen del lado opuesto del mapa. (requiere completar el modo Estándar)

Difícil:
- Estándar: En difícil, los monos cuestan más de lo normal, comienzas en la ronda 3, los bloons se mueven un poco más rápido y tienes 100 vidas.
- Solo monos mágicos: Solo monos de la clase mágico se pueden usar (requiere completar el modo Estándar).
- MOAB de PV doble: Los bloons clase MOAB tienen el doble de salud (requiere completar los modos Estándar y Solo monos mágicos).
- Mitad del dinero: Mitad del dinero inicial, dinero de fin de ronda y toda generación de ingresos. (requiere completar los modos Estándar, Solo monos mágicos y MOAB de PV doble).
- Alternar rondas de bloons: Las rondas tienen un RBE alterado, haciéndolo más interesante. (requiere completar el modo Estándar)
- Imposibloon: Imposibloon pondrá a prueba tus habilidades para reventar bloons. ALgunas reglas y dificultades del juego libre se aplican en las rondas más avanzadas. (requiere completar los modos Estándar y Alternar rondas de bloons)
- CHIMPS: La verdadera prueba de un maestro de BTD. Sin continuaciones, corazones, ingresos, conocimiento moneril, poderes ni ventas. (requiere completar los modos Estándar, Alternar rondas de bloons e Imposibloon)
  - Si posees todas las medallas anteriormente mencionadas, al completar CHIMPS, el borde del mapa en la selección de mapas será de color negro.
  - No obstante, si sales al menú o cierras el juego, el borde pasará a ser de color dorado.
  - Aunque te pases el modo de juego, si te falta completar algún modo, el mapa seguirá normal.

El Dinero Mono cambia a Mónares en este juego y el sistema de tokens de Bloons TD 5 es reemplazado por el Conocimiento Moneril. En donde para obtener puntos de conocimiento, debes subir de nivel (a partir del nivel 30), obtener logros, o comprarlos en la tienda de dinero real. Al gastar puntos de conocimiento, según la clase que estés subiendo y los puntos que hayas gastado anteriormente en dicha clase, entrará en juego el requerimiento de gastar mónares junto con dichos puntos.
Los desafíos diarios vuelven pero ahora con tres variantes, desafío diario, desafío avanzado y desafío de comunidad. Ahora se pueden crear desafíos propios y hacerle modificaciones a la partida, tales como:
- Aumentar o disminuir el dinero inicial y las vidas
- Restringir monos y mejoras.
- Modificar la velocidad de los bloons y MOABS.
- Modificar la salud de los bloons cerámicos y MOABS.
- Habilitar o deshabilitar poderes, ventas, conocimiento moneril o continuaciones.
- Hacer que todos los bloons salgan camuflados o regenerativos.
- Aumentar o disminuir la tasa de regeneración de los bloons regenerativos.

La diferencia entre los desafíos creados por la comunidad y los que hace Ninja Kiwi, es que los que crea NK dan recompensas, mientras que los desafíos comunitarios no. No obstante, al compartir desafíos, puedes elegir una dificultad para que Ninja Kiwi lo revise y probablemente sea elegido como desafío diario o avanzado.
Junto con los desafíos, se agregaron carreras, donde los jugadores tienen que pasar un mapa con torres y mejoras específicas (todo elegido por Ninja Kiwi), lo más rápido posible, dando recompensas como:
- Primer lugar: 1,000 mónares, 50 trofeos, un Potenciador moneril y un instamono de grado 5.
- Segundo lugar: 750 mónares, 40 trofeos, una Tormenta de supermonos y un instamono de grado 4.
- Tercer lugar: 500 mónares, 30 trofeos, una Entrega de dinero y un instamono de grado 4.
- Mejores 1%: 400 mónares, 25 trofeos y un instamono de grado 3.
- Mejores 10%: 300 mónares, 20 trofeos y un instamono de grado 2.
- Mejores 25%: 200 mónares, 15 trofeos y un instamono de grado 1.
- Mejores 50%: 100 mónares, 10 trofeos y un instamono de grado 1.
- Mejores 75%: 50 mónares, 5 trofeos y un instamono de grado 1.

Los héroes son la nueva adicción del juego, que son monos únicos y poderosos con 20 niveles que se irán desbloqueando según pasen las rondas. (No obstante, se pueden desbloquear pagando dinero real o dinero del juego) Actualmente hay un total de 16 héroes en el juego, los cuales 1 se obtiene por el tutorial, 3 al conseguir niveles, y el resto se compran con los mónares. También poseen apariencias que se compran con mónares de igual manera.
Lista de héroes:
- Quincy (Arquero) - "Es orgulloso, fuerte e inteligente. Quincy usa el arco para realizar "proezas" asombrosas. Falla todas las flechas"
  - Quincy de la Jauría - "Proveniente de un pasado más salvaje, en el que todos los cazadores eran fuertes y la jauría más fuerte aún, él es Quincy, ancestro de Quincy."
  - Quincy Biónico - "Muchos temían lo peor cuando un DDT nefasto dejó malherido a Quincy. Pero el Dr. Mono sabía que tenían la tecnología para reconstruirlo. Ahora es un Quincy evolucionado."
- Gwendolin (Piromaníaca) - "Gwendolin cree que no hay ningún problema relacionado con los bloons que no se pueda resolver con fuego. Mucho fuego."
  - Harley Gwen - "¡Se sabe que soy insoportable!"
  - Gwendolin Científica - "Si mis cálculos son correctos, veremos mucha goma quemada cuando esta belleza llegue a 1121 grados centígrados."
- Striker Jones (Comandante de artillería) - "Striker Jones es un comandante fuerte que usa su conocimiento en el combate de largo alcance para incrementar muchísimo el poder de los explosivos"
  - Biker Bones - "La furia del Dios del Sol ni se compara con la de Biker Bones sin límites."
  - Pulpo Jones - "¡Yo soy el mar!"
- Obyn Greenfoot (Guardabosques) - "Obyn controla los poderes de la naturaleza y puede disparar a través de obstáculos sólidos con su ataque Lobo espiritual."
  - Guardián Oceánico - "Vinimos de los océanos y a ellos regresaremos."
  - Guardia de Montaña - "Despiertan los espíritus de la montaña."
- Geraldo (Tendero Místico) - "Geraldo el tendero vende una selección de objetos útiles y desintegra a los bloons con el ataque de rayo."
  - Gentilmono con Artilugios - "Es más inventor que aventurero y dedica el tiempo a perfeccionar el oficio y admirar sus objetos raros y maravillosos"
- Capitán Churchill (Tanque) - "En su tanque de batalla blindado, el capitán es una fuerza imparable en el campo de batalla."
  - Churchill Sentai - "Que el poder de las bombas láser galácticas cuánticas rápidas como el rayo te proteja."
  - Churchill con Trineo - "En su tanque de batalla blindado, el capitán es una fuerza imparable en el campo de batalla."
- Benjamin (Mono Programador) - "Gracias a sus habilidades como hacker, Benjamin puede generar más dinero para la causa."
  - DJ Benjammin' - "¡Esto será un reventón!"
  - Sushi Bento - "Atención, hay sushi en el menú."
- Ezili (Mono Vudú) - "Ezili utiliza las artes ocultas y manipula a los bloons. Cuidado."
  - Galaxili - "Todo lo que vemos y lo que somos está hecho de polvo estelar."
  - Felina Manchada - "La mirada hipnótica de Felina manchada te incita a perforar a los bloons. Tiene hambre de venganza y de comida para gatos."
- Pat Fusty (Mono Gigante) - "Pat es un mono enorme con una fuerza tremenda. Su tamaño y potencia únicos lo hacen muy valioso para la lucha contra los bloons."
  - Musti el Hombre de Nieve - "Era un alma feliz."
  - Pat Kaiju - "Una bestia extraña y feroz, pero con buen corazón."
- Adora (Sacerdotisa Suprema) - "La devoción de Adora le lleva a castigar a los Bloons con furia vengativa."
  - Adora Voidora - "Vengo del vacío."
  - Adora Juana de Arco - "Todas las batallas se ganan o se pierden antes en la mente."
- Almirante Brickell (Comandante Naval) - "Comanda a todos tus monos acuáticos a una victoria decisiva. Requiere agua para la colocación."
  - Pirata Brickell - "¡La Reina de los Siete Mares zarpa otra vez!"
  - Brickell Guardavidas - "¡Todo listo para rescatar monos y reventar bloons!"
- Etienne (Operador de Dron) - "Este héroe tecnológico puede perseguir a los bloons con su dron a control remoto."
  - Etn - "Llévame con tu líder."
  - Dragón de Biblioteca - "Lector, soñador, casi siempre excluido y aun así incapaz de aprovechar el poder de la imaginación"
- Sauda (Esgrimista) - "Con furia y calma, Sauda destruye a los bloons con dos espadas muy afiladas."
  - Sauda Vikinga - "¡Hachas listas!"
  - Sauda Jiangshi - "Encadenada a este mundo, porque todavía hay bloons que reventar."
- Psi (Mono Psiónico) - "Psi nació con dones especiales y usa el poder de la mente para destruir a los bloons desde adentro."
  - Psímbalos - "¿Todo listo para el espectáculo?"
  - Psi del Sueño - "Hay mucho por descubrir en el límite de la vigilia, la meditación y los sueños"
- Corvus (Espiritista) - "Corvus funciona bien en la primera línea: debilita a los bloons cercanos para obtener maná y canalizar energías potentes mediante su compañero espiritual"
- Rosalía (Inventora) - "Rosalía puede reposicionarse en un instante con la mochilla propulsora y tiene mucha potencia de fuego con el láser, el lanzagranadas y los misiles"

El juego posee las mismas mecánicas que todos los anteriores, pero aquí se agregan 2 tipos de bloons: el bloon púrpura, que es inmune a ataques mágicos, y de fuego, y el bloon clase MOAB; B.A.D, que es el bloon no jefe más fuerte de toda la saga y es inmune a la gran mayoría de las habilidades del juego (es decir, que no puede ser parado, ralentizado, empujado, jalado, etc), 2 torres (alquimista y druida) y un estado de fortificación para bloons clase MOAB, cerámicos y emplomados.
Ya que los Agentes Especiales de Bloons TD 5 fueron removidos, se agregaron los poderes; los cuales tienen utilidades parecidas a las que tenían ciertos agentes y pueden ser de gran ayuda en situaciones específicas.
Lista de poderes:
- Tormenta de Supermonos: "Es un pájaro. Es un avión. Es un escuadrón de monos voladores superpoderosos con rayos láser que destruyen todos los bloons que hay en la pantalla y causan daños graves a los bloons clase MOAB."
- Potenciador moneril: "¡Subámoslo a 11! Todas las torres atacan el doble de rápido durante 15 segundos."
- Prosperidad: "Aumenta la producción de dinero de todas las torres y los estallidos de bloons en un 25% durante el resto de la ronda y toda la ronda siguiente."
- Detención de tiempo: "Si en algún momento todo va demasiado rápido, usa Detención de tiempo para frenar todas las acciones durante un tiempo corto y concentrarte en administrar a los monos."
- Entrega de dinero: "¿Necesitas dinero rápido? Haz que el comando mono derribe uno de estos cuanto antes, están llenos de dinero."
- Platanero: "¿Te cansas de recolectar todos estos plátanos? Este tipo también, pero al menos a él le pagan. El platanero recolectará todos los plátanos en su radio para que no tengas que hacerlo tú."
- Pontón (anteriormente llamado Puente Flotante en Bloons TD 5): "Sitúa casi cualquier torre terrestre sobre al agua con el pontón. Colócalo y ubica la torre terrestre sobre él."
- Abrojos (similar a los Clavos en la calzada de juegos anteriores): "Un montón de abrojos listos para que los coloques donde más los necesites."
- Pegatrampa (similar al Pegamento moneril de los primeros 3 juegos): "Esta trampa pegajosa desacelerará a los primeros 300 bloons que le pasen por encima antes de desaparecer."
- Mina de MOAB: "Una mina poderosa que detecta la presencia de bloons clase MOAB y explota para causar muchísimo daño."
- Camutrampa: "La cumbre de la ingeniería moneril. Esta trampa le quita el camuflaje a los primeros 500 bloons que toca."
- Lago portátil: "¿No tienes dónde llevar el barco? Los monos listos saben que pueden colocar un lago portátil en tierra para que cualquier unidad acuática se despliegue en sus aguas."
- Tecnobot: "Tecnobot puede activar las habilidades por ti en cuanto estén listas y así optimizar la eficiencia."
- Tótem energético: "¡Más energía! Este tótem incrementa la velocidad de ataque de todos los monos al alcance en un 25%. Dura 5 rondas y se puede recargar."

Junto a los nuevos poderes, se incluyeron a los instamonos; que son torres con mejoras ya aplicadas que se pueden usar como los monos normales en el mapa. Tienen un costo de venta de 0$ y se obtienen completando logros, pasando 100 rondas en una partida, comprándolos con dinero real, llegando a clasificar en carreras o obteniéndolos en eventos (estos dos últimos permiten que se puedan ganar instamonos de grado 5, los otros no).
El modo cooperativo en un principio no estaba, pero fue añadido el 2 de julio de 2019 en la versión 11.0, con diferencias respecto al modo de Bloons TD 5. Ahora se desbloquea al nivel 20 y se pueden juntar hasta 4 jugadores simultáneos. Los jugadores pueden tener su propio espacio en el mapa todavía, pero si en una parte del área del mapa aparece una "A" de color arcoíris, quiere decir que esa área es libre para todos los jugadores en la partida. En adición, no se pueden vender las torres de los otros jugadores (a excepción de los sacrificios del Templo Solar y el Verdadero Dios del Sol).
Cada jugador empieza con 100$ menos (-50$ en Mitad del dinero) si la partida es de 2 jugadores, en el caso de que haya más, se reducen 50$ por cada uno (-25$ en Mitad del dinero). Antes de empezar una partida; el jugador podrá elegir su héroe, pero no se podrá cambiar cuando estás esperando a otros jugadores. También, cada jugador puede tener la misma mejora de grado 5 del mismo camino una vez (la excepción a la regla, nuevamente, es el conocimiento moneril de "Ballestas maestras", haciendo posible un total de 8 Amos ballesteros durante la partida).
Al igual que en el juego anterior, se puede solicitar y dar dinero. Desde la versión 12.0 (lanzada el 17 de septiembre de 2019) se pueden usar emoticones para ser sociable, para pedir dinero, ingeniar tácticas o alertar de posibles amenazas en las rondas y ahora hay desafíos diarios usando el modo cooperativo 2 veces a la semana, cada domingos y miércoles.
Lista de torres en el juego:
- Primario
  - Mono Dardero
  - Mono Bumeranero
  - Tirabombas
  - Tiratachuelas
  - Mono Gélido
  - Artillero Pegajoso
  - Desperado
- Militar
  - Mono Francotirador
  - Submonino
  - Mono Bucanero
  - Mono As
  - Helipiloto
  - Mono Mortero
  - Artillero Dardero (Renombrado de arma lanzadardos)
- Mágico
  - Mono Mago
  - Supermono
  - Mono Ninja
  - Alquimista (primera aparición)
  - Druida (primera aparición)
  - Tritomono (primera aparición)
- Refuerzo
  - Platanar
  - Fábrica de Clavos
  - Monoaldea
  - Mono Ingeniero
  - Domador (primera aparición)

Aparte de esos, existen otras mejoras ocultas que son más difíciles de encontrar que son: 
- Dios del sol Vengativo: se obtiene cuando compras el conocimiento moneril de "solo puede haber uno", Y luego dentro del juego, Mejorar el "Verdadero Dios del sol" (mejora grado 5 del supermono) con el máximo de sacrficios, mientras las otras mejoras grado 5 del Supermono están en juego.
- Los PARAGONS: se desbloquean a través de los puntos de experiencia de cada mono particular. En la partida, para obtener esta mejora especial se deben tener en el mapa tres monos iguales, cada uno con la mejora de grado 5 de las diferentes ramas. Al comprarle el PARAGON a uno de estos monos, se sacrificarán los otros dos y la torre moneril restante pasará a ser mucho más fuerte. Hasta el momento, solo hay 7 torres moneriles que poseen el PARAGON. Estas son:
  - Maestro superior del plasma (Mono Lanzadardos) - "Llena el área con bolas enormes de plasma que destruyen a los bloons sin dejar rastro."
  - Dominador de las gujas (Mono Lanzabumeranes) - "Los bloons verán las gujas y conocerán el miedo."
  - Navarca de los mares (Mono Pirata) - "Lo más impresionante que alguna vez surcó las aguas."
  - Artillero Goliat (Mono As) - "Una sombra oscura que aniquila a los bloons."
  - Magus Perfectus (Mono Mago) - "Solo el mago perfecto puede canalizar los antiguos poderes del más allá."
  - Sombra Ascendida (Mono Ninja) - "El paquete asesino completo para eliminar cualquier amenaza de bloons."
  - Maestro constructor (Mono Ingeniero) - "Ingeniería moneril desarrollada a la perfección. Crea tres megacentinelas que construyen centinelas propios."